# Jagdgeschwader 71
Jagdgeschwader 71 (dobesedno slovensko: Lovski polk 71; kratica JG 71) je bil lovski letalski polk (Geschwader) v sestavi nemške Luftwaffe med drugo svetovno vojno.

## Organizacija
- štab
- I. skupina

## Vodstvo polka
Poveljniki polka (Geschwaderkommodore)
- Major Kramer: julij - oktober 1939